# Park Milenijny w Bydgoszczy
Park Milenijny – park w Bydgoszczy.

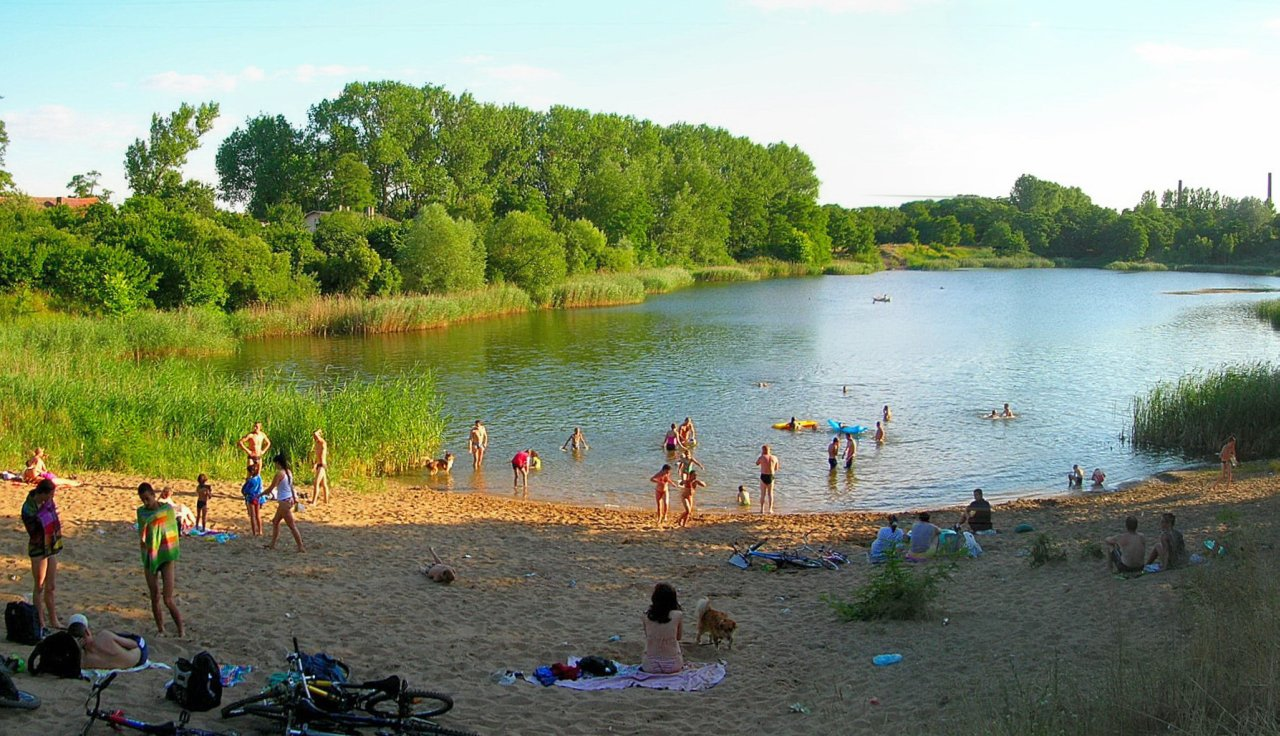
Plaża

Cały obszar parku wynosi 15 ha, w tym zieleń od ul. Fordońskiej do brzegu zbiornika wodnego - 3,50 hektara.

## Lokalizacja
Park Milenijny jest położony na terenie dzielnicy Fordon w Bydgoszczy. Zajmuje teren o wymiarach 300 x 700 m, między ulicami: Fordońską a rzeką Wisłą. Ok. 500 m na południowy zachód znajduje się grodzisko Wyszogród, zaś w odległości ok. 200 m most drogowo-kolejowy przez Wisłę.

## Historia
Jezioro istniejące na terenie parku powstało jako zbiornik poeksploatacyjny po cegielni, funkcjonującej od 1889 r. Przedsiębiorstwo zatrudniające w 1895 r. 85 robotników zaliczało się do największych cegielni w regencji bydgoskiej. W 1922 r. produkcja zakładu była porównywalna z ilością cegły wytwarzanej przez wszystkie cegielnie bydgoskie. W latach 1922–1938 nastąpił wzrost produkcji z 5 do 17 mln cegieł, a zatrudnienie do 200 osób.
Zbiornik wodny po raz pierwszy pojawił się na mapach topograficznych w latach 30. XX wieku. W latach późniejszych używano go powszechnie do rekreacji przez okolicznych mieszkańców.
Zagospodarowanie akwenu i otaczającej go zieleni podjęto w 2000 r. W latach 2001–2003 kosztem 317 tys. zł przeprowadzono prace porządkowe i ziemne w otoczeniu stawu, wytyczono trakt spacerowy, łączący się z ul. Fordońską oraz zagospodarowano zieleń.
Prace te stanowiły pierwszy etap budowy parku. Kolejne etapy zawarto w projekcie pod nazwą: „Rewitalizacja terenu wraz ze zbiornikiem wodnym w Starym Fordonie pomiędzy ul. Nad Wisłą a ul. Fordońską”, ujętym w Programie Rozwoju Bydgoszczy na lata 2009–2014. Projekt przewiduje wykonanie korekty ukształtowania terenu i linii brzegowej zbiornika wodnego, nowe nasadzenia zieleni, budowę ścieżek, alejek i schodów, oświetlenia oraz elementów małej architektury, tj.: pomostów, placów zabaw, boisk.

## Charakterystyka
Park Milenijny stanowi potencjalny kompleks rekreacyjno-wypoczynkowy, który dopiero w pełni ukończony będzie spełniać swoją funkcję. Część powierzchni parku zajmuje staw (4 ha). Dostęp do niego jest możliwy z każdej ze stron, zaś od strony południowo-wschodniej dodatkową atrakcję stanowi brzeg Wisły. Między zbiornikiem wodnym, a Wisłą znajduje się starodrzew. Cztery topole czarne zaliczono do pocztu pomników przyrody.